# Āvīshk
Āvīshk (persiska: آویشک) är en ort i Iran.   Den ligger i provinsen Khorasan, i den östra delen av landet, 800 km öster om huvudstaden Teheran. Āvīshk ligger 2 128 meter över havet och antalet invånare är 109.
Terrängen runt Āvīshk är kuperad åt sydost, men åt nordväst är den platt. Terrängen runt Āvīshk sluttar söderut. Runt Āvīshk är det glesbefolkat, med 12 invånare per kvadratkilometer. Närmaste större samhälle är Negīnān, 6,4 km väster om Āvīshk. Omgivningarna runt Āvīshk är i huvudsak ett öppet busklandskap.